# A Midsummer Night's Dream (film 1909)
A Midsummer Night's Dream è un cortometraggio muto del 1909 diretto da Charles Kent e James Stuart Blackton.
Si tratta del primo adattamento cinematografico dell'opera teatrale di William Shakespeare Sogno di una notte di mezza estate (A Midsummer Night's Dream). Tra gli interpreti, tre Costello, tutti appartenenti alla famosa famiglia di attori teatrali: Maurice insieme alle figlie, le piccole Dolores e Helene Costello, destinate entrambe ad una lunga carriera di successo prima come attrici bambine e quindi come giovani attrici. Nei panni di Puck è un'altra famosa attrice bambina del tempo, Gladys Hulette.

## Trama
Il duca di Atene decreta che Hermia debba abbandonare Lisandro e sposare invece Demetrio, la scelta di suo padre. Gli amanti fuggono nel bosco, rapidamente seguiti da Demetrio e dal suo amore, Helena. I commercianti della città, nel frattempo, sono anch'essi nel bosco a provare un'opera teatrale in onore del fidanzamento del duca e Ippolita. Titania, la regina delle fate, litiga con Penelope, che si vendica mandando via Puck con un'erba magica, che, posta sugli occhi di una persona addormentata, farà innamorare la "vittima" della prima persona che appaia dopo il risveglio. Presto, Lisandro e Demetrio sono attratti dalle ragazze sbagliate e Titania si innamora di Bottom, il capo dei commercianti, la cui testa Puck ha trasformato in quella di un asino. Quando Penelope scopre tutta questa confusione, solleva l'incantesimo e il matrimonio del duca e Hippolyta può procedere.

## Produzione
Il film fu prodotto dalla Vitagraph, diretto da Charles Kent e James Stuart Blackton. Fu girato nell'estate del 1909.

## Distribuzione
Distribuito dalla Vitagraph, il film - un cortometraggio in una bobina - uscì nelle sale statunitensi il 25 dicembre 1909; fu distribuito in Brasile il 14 gennaio 1910 con il titolo Sonho de uma Noite de Verão.
Nel 2000, è uscito in un cofanetto DVD di film muti tratti da William Shakespeare, DVD distribuito dalla Milestone Film & Video DVD edition (Silent Era - DVD).